# 비텔로

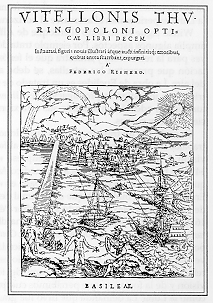
비텔로 투링고폴로누스의 광학 10권(Vitellonis Thuringopoloni opticae libri decem) 표지

비텔로(Vitello, 폴란드어: Witelon, 독일어: Witelo,  1230경 – 1280/1314)는 폴란드의 탁발수도사, 신학자, 자연철학자이자 폴란드 철학사에서 중요한 인물이다.

## 이름
비텔로의 이름은 자료에 따라 다르다. 이전 출판물에서는 그가 에라즈무스 시오와크 비텔로, 에라즘 시오와크, 비텔리오, 비툴론으로 인용되었다. 오늘날에는 주로 그의 라틴어 이름인 비텔로 투링고폴로니스로 불리며, 종종 비텔로로 줄여진다.

## 생애
비텔로의 정확한 본명과 출생지는 불확실하다. 그는 아마도 1230년경 실레시아, 레그니차 근처에서 태어났을 가능성이 높다. 그의 어머니는 폴란드 기사 가문 출신이었고, 아버지는 튀링겐주 출신의 독일인 정착민이었다. 그는 자신을 라틴어로 "투링고룸 에트 폴로노룸 필리우스(Thuringorum et Polonorum filius)"—"튀링겐주 사람과 폴인의 아들"이라고 불렀다. 그는 1260년경 파도바 대학교에서 공부한 후 비테르보로 갔다. 그는 아리스토텔레스의 그리스어 저작을 라틴어로 번역한 모르베케의 빌렘과 친구가 되었다. 비텔로의 주요 현존하는 광학 저작인 "페르스펙티바(Perspectiva)"는 1270년에서 1278년경에 완성되었으며, 빌렘에게 헌정되었다. 1284년 그는 빛의 반사와 굴절을 설명했다.

## 페르스펙티바(Perspectiva)

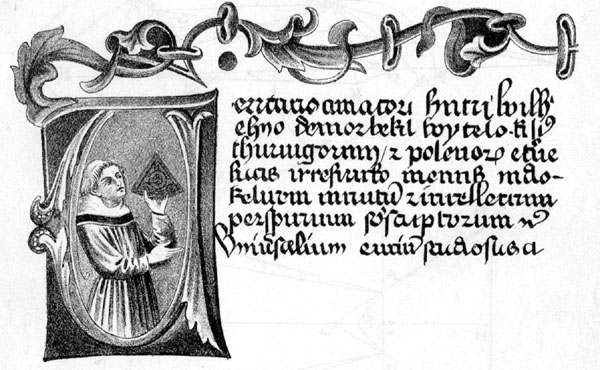
저자 비텔로의 삽화가 있는 데 페르스펙티바(De Perspectiva) 필사본의 페이지.

비텔로의 "페르스펙티바"는 주로 박식가 이븐 알하이삼(기원 1041년경 사망)과 로버트 그로스테스트의 저작을 기반으로 했으며, 그는 나중에 요하네스 케플러를 비롯한 과학자들에게 영향을 미쳤다. 비텔로의 광학 논문은 이븐 알하이삼의 아랍어 작품인 키탑 알-마나지르(Kitab al-Manazir)(광학서; 데 아스펙티부스(De aspectibus) 또는 페르스펙티배(Perspectivae))의 라틴어 번역본과 밀접하게 연관되어 있었으며, 둘 다 프리드리히 리스너의 편집본인 "옵티카이 테사우루스(Opticae thesaurus)"(바젤, 1572년)에 인쇄되었다.
이븐 알하이삼의 광학 연구를 기반으로 한 비텔로의 "페르스펙티바"는 르네상스 원근법 이론에도 영향을 미쳤다. 로렌초 기베르티의 "코멘타리오 테르초(Commentario terzo)"(세 번째 주석)는 비텔로의 라틴어 "페르스펙티바"의 이탈리아어 번역본을 기반으로 했다.
비텔로의 논문은 또한 심리학에 대한 많은 자료를 포함하고 있으며, 연상과 잠재의식에 대한 현대적 개념에 가까운 견해를 제시한다.
"페르스펙티바"는 또한 플라톤주의 형이상학적 논의를 포함한다. 비텔로는 하느님으로부터 신성한 빛의 형태로 발산되는 지적, 신체적 존재가 인과성으로 연결되어 있다고 주장한다(이는 보편적인 것과 실제적인 것에 대한 관념론적 교리에 해당한다). 빛 자체는 비텔로에게 모든 감각적 존재 중 첫 번째이며, 빛에 대한 그의 견해는 로저 베이컨의 견해와 유사하지만, 이 점에서 그는 이븐 알하이삼의 유산에 더 가깝다.

## 기타 저작
"페르스펙티바"에서 비텔로는 자신이 썼던 다른 작품들을 언급한다. 대부분은 현존하지 않지만, "데 나투라 다이모눔(De natura daemonum)"과 "데 프리마리아 카우사 파이니텐티아(De primaria causa paenitentiae)"는 복원되었다.

## 유산
달의 충돌구인 비텔로는 그의 이름을 따서 명명되었다.

## 같이 보기
- 폴란드 철학사
- 폴란드인 목록
- 가톨릭 성직자 과학자 목록

## 참고 문헌
비텔로와 그의 사상
- Witelonis Perspectivae Liber Primus: Book I of Vitello's Perspectiva, edition and English translation by 사베타이 웅구루, with introduction and commentary, Warsaw, The Polish Academy of Science Press, Studia Copernicana, vol. XV, 1977.
- Witelonis Perspectivae Libri Duo - Liber Secundus et Liber Tertius: Books II and III of Vitello's Perspectiva, edition and English translation by 사베타이 웅구루, with introduction and commentary, Warsaw, The Polish Academy of Science Press, Studia Copernicana, vol. XXVII, 1991.
- Witelonis Perspectivae Liber Quartus: Book IV of Vitello's Perspectiva, A Critical Edition and English Translation with Introduction, Notes and Commentary by Carl J. Kelso, University of Missouri-Columbia, 2003.
- Witelonis Perspectivae Liber Quintus: Books V of Vitello's Perspectiva, edition and English translation by Mark A. Smith of the First Catoptrical Book of Witelo's Perspectiva, with introduction and commentary, Warsaw, The Polish Academy of Science Press, 1983.

연구
- 클레멘스 바움커, "Witelo: Ein Philosoph und Naturforscher des dreizehnten Jahrhunderts," Beiträge zur Geschichte der Philosophie des Mittelalters, part 3, no. 2, Münster, Aschendorff, 1908.
- 브와디스와프 타타르키에비치, Historia filozofii (History of Philosophy), 3 vols., Warsaw, Państwowe Wydawnictwo Naukowe, 1978.
- 예지 부르하르트, "The Discovery of the Rainbow in Crystal by Witelo"